# Sydney United
Sydney United is een Australische voetbalclub uit Sydney in de staat New South Wales. De club speelde jaren in de NSL National Soccer League voordat de A league werd opgericht. Na de opheffing van deze competitie in 2004 speelt Sydney United in de New South Wales Premier League 2e divisie. De clubkleuren zijn rood, wit en blauw. Het thuisstadion van Sydney United is het Edensor Park stadium, dat een capaciteit van 15.000 plaatsen heeft.
De club werd in 1957 als Sydney Croatia opgericht door Kroatische immigranten. In 1993 veranderde de clubnaam in Sydney United, aangezien de Australische voetbalbond etnische namen van voetbalclubs verbood.

## Erelijst
- New South Wales Premier League

2006
- New South Wales First Division

1978, 1979, 1981, 1982
- Australian Cup

1987

## Bekende spelers
- Graham Arnold
- Mark Bosnich
- Tim Cahill
- Branko Čulina
- Željko Kalac
- Mirjan Pavlović
- Tony Popović
- Robert Slater
- Mile Sterjovski
- David Zdrilić